# Roselle (Illinois)
Roselle ist ein westlicher Vorort von Chicago und ein Village teils im DuPage County und teils im Cook County von Illinois. Der Ort im nordöstlichen Teil des Bundesstaates wurde 1922 inkorporiert. Es handelt sich um eine Schlafstadt, deren Einwohner zumeist nach Chicago oder anderen Vororten pendeln. Dementsprechend ist der frühere ländliche Charakter der Ortschaft in den letzten Jahrzehnten verloren gegangen. Das U.S. Census Bureau hat bei der Volkszählung 2020 eine Einwohnerzahl von 22.897 ermittelt. Roselle gehört zur Metropolregion Chicago.

## Geographie
Roselles geographische Koordinaten sind 41° 59′ N, 88° 5′ W (41.980569, −88.085438). Nach den Angaben des United States Census Bureau hat das Village eine Gesamtfläche von 14,19 km², wovon 14,01 km² auf Land und 0,18 km² (oder 1,28 %) auf Gewässer entfallen. Diese Gewässer sind vor allem der Goose Lake mit dem Spring Creek, der in den East Branch des DuPage River mündet und der direkt nördlich des Zentrums liegende Weiher Turner Pond.
Roselles nördliche Grenze bildet die Nerge Street, im Osten liegt die nichtinkorporierte Siedlung Medinah, die Grenze im Süden bildet die Lake Street und die Gary Avenue liegt im Westen. Die Hauptstraße in West-Ost-Richtung ist die Irving Park Road (Illinois Route 19) und in Nord-Süd-Richtung die Roselle Road. Sie verlaufen durch das Zentrum von Roselle.
Über Radwege ist Roselle mit den benachbarten Städten Schaumburg und Bloomingdale verbunden.
Roselle hat einen Bahnhof, der von METRA über deren tägliche Milwaukee District/West Line zwischen Elgin und der Chicago Union Station bedient wird.

## Geschichte

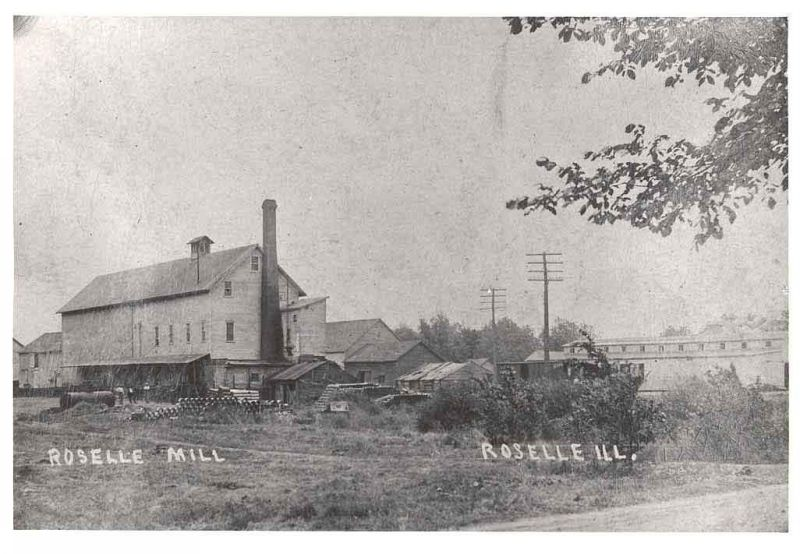
Die 1916 abgebrannte Roselle Flour and Feed Mill im Jahr 1895

Im Gebiet um das heutige Roselle ließen sich neben den dort lebenden Potawatomi ab den frühen 1830er Jahren weiße Siedler nieder. Silas L. Meacham und seine Brüder Harvey und Lyman siedelten dort, wo sich heute die Bloomingdale Township befindet. Die Regierung hatte ihnen Land für $1,25 / Acre angeboten. 1837 ließen sich der Diakon Elijah Hough und seine Frau mit den Söhnen Oramel und Rosell (sic!) sowie der Tochter Cornelia dort nieder.
Die Gegend hatte sich 1868 zu einem landwirtschaftlichen Anbaugebiet für Mais und Flachs entwickelt. In dem Jahr gründete Rosell Hough, der inzwischen als Ratsmitglied und Geschäftsmann in Chicago Karriere gemacht hatte, an der nordwestlichen Ecke der heutigen Kreuzung von Roselle Road und Irving Park Road die Illinois Linen Company. Hough war auch Präsident der Chicago and Pacific Railroad Company. Gerüchten zufolge hat er Geld dafür bezahlt, damit eine Landvermessung so geändert wurde, dass der Verlauf einer Bahnstrecke durch Roselle, Itasca und Wood Dale statt Addison und Bloomingdale führte. Im Zugfahrplan kam es später zu einem Druckfehler, was zu Roselles heutigem Namen führte.

## Demographie
Zum Zeitpunkt des United States Census 2000 bewohnten Roselle 23.115 Personen. Die Bevölkerungsdichte betrug 1662,0 Personen pro km². Es gab 8552 Wohneinheiten, durchschnittlich 614,9 pro km². Die Bevölkerung in Roselle bestand zu 87,89 % aus Weißen, 1,66 % Schwarzen oder African American, 0,21 % Native American, 7,29 % Asian, 0,05 % Pacific Islander, 1,44 % gaben an, anderen Rassen anzugehören und 1,47 % nannten zwei oder mehr Rassen. 5,18 % der Bevölkerung erklärten, Hispanos oder Latinos jeglicher Rasse zu sein.
Die Bewohner Roselles verteilten sich auf 8443 Haushalte, von denen in 37,6 % Kinder unter 18 Jahren lebten. 61,2 % der Haushalte stellten Verheiratete, 9,5 % hatten einen weiblichen Haushaltsvorstand ohne Ehemann und 26,1 % bildeten keine Familien. 21,2 % der Haushalte bestanden aus Einzelpersonen und in 5,6 % aller Haushalte lebte jemand im Alter von 65 Jahren oder mehr alleine. Die durchschnittliche Haushaltsgröße betrug 2,73 und die durchschnittliche Familiengröße 3,22 Personen.
Die Bevölkerung verteilte sich auf 25,9 % Minderjährige, 8,3 % 18–24-Jährige, 33,5 % 25–44-Jährige, 24,2 % 45–64-Jährige und 8,2 % im Alter von 65 Jahren oder mehr. Der Median des Alters betrug 35 Jahre. Auf jeweils 100 Frauen entfielen 95,7 Männer. Bei den über 18-Jährigen entfielen auf 100 Frauen 92,0 Männer.
Das mittlere Haushaltseinkommen in Roselle betrug 65.254 US-Dollar und das mittlere Familieneinkommen erreichte die Höhe von 73.444 US-Dollar. Das Durchschnittseinkommen der Männer betrug 51.879 US-Dollar, gegenüber 33.564 US-Dollar bei den Frauen. Das Pro-Kopf-Einkommen belief sich auf 28.501 US-Dollar. 2,0 % der Bevölkerung und 1,3 % der Familien hatten ein Einkommen unterhalb der Armutsgrenze, davon waren 0,6 % der Minderjährigen und 6,5 % der Altersgruppe 65 Jahre und mehr betroffen.

## Wirtschaft
Es gibt drei Gewerbegebiete in dem Village. Eines befindet sich entlang der südlichen Grenze Roselles an der Lake Street (US-20), das zweite liegt inmitten der Stadt, unweit des historischen Zentrums an Park Street und Irving Park Road (IL-19), und das dritte erstreckt sich an der Nerge Road, am nördlichen Rand Roselles.

## Bildung
Der Westen Roselles gehört zum Keeneyville School District 20, dessen Waterbury Elementary sich in Roselle befindet. Der Osten gehört zum Medinah School District 11, dessen Middle School im Village liegt. Der Norden Roselles gehört zum Schaumburg School Districts 54 und der Süden zum Bloomingdale School District 13.

## Persönlichkeiten
- Glenn Kotche (* 1970), Schlagzeuger und Komponist
- Don Schulze, Baseball-Pitcher in der Major League Baseball
- Don Sunderlage, Basketballspieler

## Belege
1. ↑  Explore Census Data Roselle village, Illinois. Abgerufen am 14. November 2022.
2. ↑  US Gazetteer files: 2010, 2000, and 1990. United States Census Bureau, 12. Februar 2011, abgerufen am 23. April 2011.
3. ↑  2010 Census U.S. Gazetteer Files for Places – Illinois. United States Census, archiviert vom Original am 10. August 2012; abgerufen am 13. Oktober 2012 (englisch).
4. ↑  Roselle Historical Foundation: Roselle Historical Foundation – Digital Archive. 2004, archiviert vom Original am 29. Januar 2008; abgerufen am 17. März 2019 (englisch).
5. ↑  Roselle Historical Museum: Village of Roselle, Illinois – Historical Overview. 2004, archiviert vom Original am 12. Oktober 2007; abgerufen am 17. März 2019 (englisch).
6. ↑  Annual Estimates of the Resident Population: April 1, 2010 to July 1, 2016. Archiviert vom Original am 13. Februar 2020; abgerufen am 17. März 2019 (englisch).  Info: Der Archivlink wurde automatisch eingesetzt und noch nicht geprüft. Bitte prüfe Original- und Archivlink gemäß Anleitung und entferne dann diesen Hinweis.
7. ↑  Census of Population and Housing. Census.gov, abgerufen am 17. Juli 2019 (englisch).